# Artforum
Artforum je americký časopis zaměřený na současné umění. Vychází deset čísel ročně – měsíčně od září do května a jeden letní speciál. Vychází ve čtvercovém formátu, přičemž každý obal je vytvořen jedním umělcem. Magazín obsahuje rozsáhlé články o umění, recenze výstav, stejně jako recenze knih či sloupky na další témata, jako jsou filmy a populární kultura. Časopis založil John P. Irwin, Jr. v roce 1962 v San Franciscu. V roce 1965 se časopis s novým majitelem přestěhoval do Los Angeles a o dva roky později do New Yorku. Do magazínu přispívali například Thomas McEvilley, Christian Leigh a Roberta Smith.